# ExPASy
ExPASy(영어: Expert Protein Analysis System)는 스위스 생물정보학 연구소(Swiss Institute of Bioinformatics, SIB), 특히 SIB 웹 팁(SIB Web Team)에서 운영하는 생물정보학 자료 포털이다. ExPASy는 생명과학의 상이한 영역들에 있는 많은 과학 자료, 데이터베이스 및 소프트웨어 도구에 접근할 수 있는 확장 가능하고 통합적인 포털이다. 과학자들은 단백질체학, 유전체학, 계통학/진화, 시스템 생물학, 집단유전학, 전사체학과 같은 다양한 분야의 광범위한 자료들에 접근할 수 있다. 개별 자료들(데이터베이스, 웹 기반 및 다운로드 가능한 소프트웨어 도구)은 스위스 생물정보학 연구소(SIB) 및 파트너 기관들의 여러 그룹에 의해 분산된 방식으로 호스팅된다. 특히, 단일 웹 포털은 여러 SIB 그룹과 외부 기관들에서 개발하고 운영되는 광범위한 자료에 대한 공통적인 진입점을 제공한다. 포털에는 선택한 자료의 전반에 걸쳐 검색 기능이 있다. 내부적으로 리소스의 가용성과 사용이 모니터링된다. 이 포털은 전문 사용자와 생명과학의 특정 영역에 익숙하지 않는 사람들을 대상으로 한다. 특히, 새로운 웹 인터페이스는 ExPASy를 처음 접하는 사람들에게 시각적인 지침을 제공한다.

## 역사
원래 ExPASy는 Expert Protein Analysis System이라고 불리며 단백질 서열 및 구조를 분석하고 2차원 겔 전기영동(2D 페이지 전기영동)을 분석하는 단백질체학의 서버 역할을 했다. 무엇보다도 ExPASy는 단백질 서열 지식베이스인 UniProtKB/Swiss-Prot과 컴퓨터 주석이 추가된 UniProtKB/TrEMBL을 호스팅한 후 UniProt 웹사이트로 이동했다.
ExPASy는 생명과학에 대한 최초의 웹사이트였다.
2007년 4월 5일을 기준으로 ExPASy는 1993년 8월 1일에 설치된 후로 10억 번의 컨설팅을 받았다.

## 같이 보기
- 생물정보학
- 효소